# Nastassja Kinski
Pour les articles homonymes, voir Nakszynski et Kinski.
Nastassja Kinski, nom de scène de Nastassja Nakszynski, née le 24 janvier 1961 à Berlin, est une actrice et mannequin allemande, fille de l’acteur Klaus Kinski.
Au cinéma, ses rôles les plus notables sont ceux qu'elle a tenus dans Tess de Roman Polanski (1979) pour lequel elle est nommée pour le César de la meilleure actrice, La Féline (Cat People) de Paul Schrader (1982), Paris, Texas de Wim Wenders (1984), Palme d'or au Festival de Cannes 1984 et Pour une nuit de Mike Figgis (1997).

## Biographie

### Jeunesse
Nastassja Aglaia Nakszynski, dite Kinski, est la fille de l'acteur Klaus Kinski et de sa seconde femme, Ruth Brigitte Tocki. Elle est ainsi la demi-sœur de l'actrice Pola Kinski, née en 1952 de la chanteuse Gislinde Kühlbeck, et la demi-sœur de l'acteur Nikolai Kinski, né en 1976 du mannequin Minhoï Geneviève Loanic. Elle est aussi la cousine de l'actrice Lara Naszinsky née en 1967. En 2013, sa demi-sœur dénonce des agressions sexuelles de la part de leur père et Nastassja à son tour déclare qu'il la touchait, et qu'elle était terrorisée par ses crises de colère. Sa cousine Lara Nakszyński (it) est une actrice, productrice et musicologue allemande.

### Carrière

#### Débuts
À 14 ans, elle tourne son premier film, Faux Mouvement (1975), sous la direction de Wim Wenders. Contrairement à ce que l'on peut parfois lire, ce n'est pas elle qui interprète la fille d'Aguirre dans le film Aguirre, la colère de Dieu de Werner Herzog, mais Cecilia Rivera. Elle prend goût à la comédie et enchaîne avec Une fille pour le diable, un film d'horreur de la Hammer dont les vedettes sont Richard Widmark et Christopher Lee. Elle tourne également dans un épisode de la série policière allemande Tatort que dirige Wolfgang Petersen puis dans la comédie érotique Deux Heures de colle pour un baiser. Ensuite, sous la direction d'Alberto Lattuada, elle donne la réplique à Marcello Mastroianni dans le drame psychologique La Fille. Ce film aborde le thème de l'inceste et, bien qu'elle n'ait été encore qu'adolescente au moment du tournage, Nastassja Kinski apparaît dans certaines scènes assez dénudée.
Elle suit des cours à Londres et à l'Actors Studio de New York, avec Lee Strasberg, sous le parrainage de Roman Polanski avec qui elle a entretenu, à 15 ans, une liaison qui a défrayé la chronique à la fin des années 1970. Les photographies d'elle par le cinéaste font le grand succès du numéro de Vogue de Noël 1976. Pour éviter de faire enfler la polémique, le réalisateur et la comédienne avaient publiquement nié leur relation. Polanski la dirige dans Tess en 1979 qui lui permet d'accéder à une renommée mondiale. Son interprétation lui vaut en outre une nomination aux Césars et aux Golden Globes.

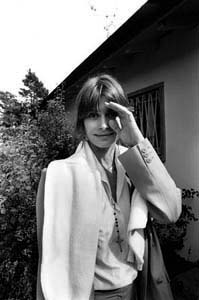
Nastassja Kinski en 1989, photographie d'Erling Mandelmann.

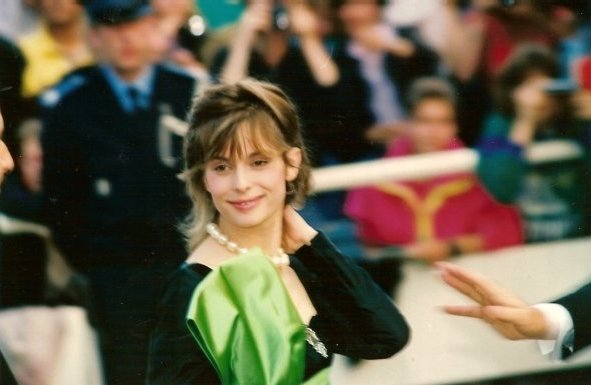
Nastassja Kinski au festival de Cannes 1990.

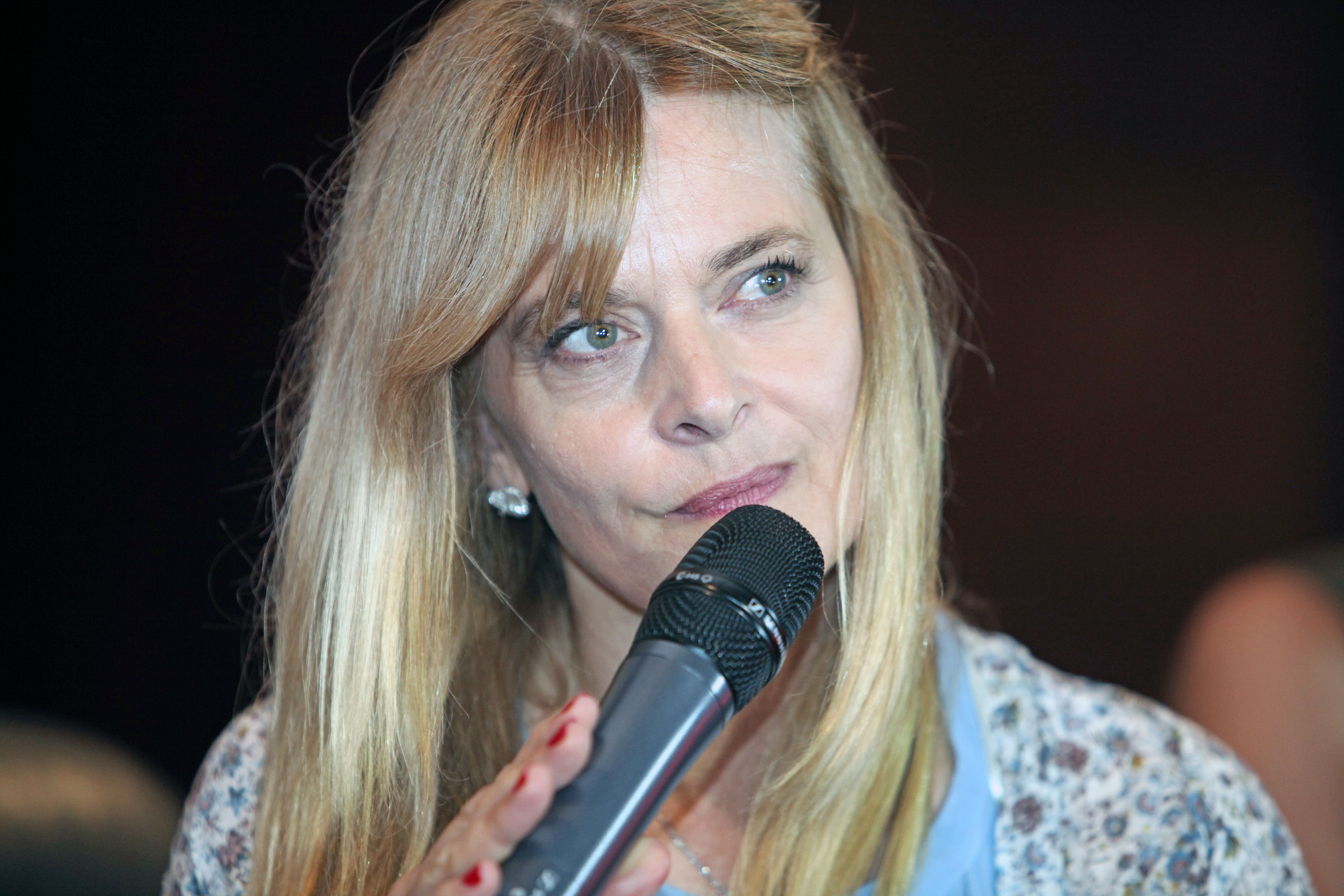
Nastassja Kinski en juillet 2015.

Le 14 juin 1981, elle pose pour le magazine Vogue dans un cliché pris par Richard Avedon, sur lequel elle est allongée nue sous un énorme serpent. Ce cliché est vendu par la suite sous forme d'un poster qui deviendra un best-seller. Un exemplaire d'un tirage limité s'est vendu dans une vente aux enchères chez Christie's le 14 octobre 2008 pour la somme de 74 500 $.

#### Carrière internationale
À la suite de son rôle dans Tess, Nastassja Kinski devient une des rares actrices à mener une carrière véritablement internationale, travaillant aux États-Unis, en France, en Allemagne et en Italie. En 1982, elle tient un rôle important dans Coup de cœur, un film ambitieux de Francis Ford Coppola qui sera un lourd échec commercial. Elle est aussi la vedette de La Féline, nouvelle version d'un classique du cinéma fantastique des années 1940 que réalise Paul Schrader. En 1983, elle tourne avec Gérard Depardieu dans La Lune dans le caniveau de Jean-Jacques Beineix, un film qui déclenche une forte controverse lors de sa présentation au Festival de Cannes 1983. Elle tient ensuite en 1984 ce qui est certainement son rôle le plus étrange, celui de l'Ours Susie dans L'Hôtel New Hampshire, adaptation par Tony Richardson du roman de John Irving où son personnage passe sa vie dans un costume d'ours.
Par la suite, Nastassja Kinski retrouve Wim Wenders, le réalisateur de ses débuts, pour Paris, Texas, un drame dont elle partage la vedette avec Harry Dean Stanton. Aujourd'hui considéré comme un classique, le film est présenté au Festival de Cannes 1984 et y obtient la Palme d'or. Kinski joue aussi aux côtés de John Savage dans le drame sentimental Maria's Lovers d'Andreï Kontchalovski. Sa prestation lui vaut de recevoir le Ruban d'argent de la meilleure actrice étrangère, décerné par la presse italienne.
En France, elle tourne en 1987 dans un autre drame sentimental, Maladie d'amour de Jacques Deray, ce qui lui permet de recevoir une deuxième nomination pour le César de la meilleure actrice. Elle enchaîne en 1989 avec une série de films tournés en Italie, comme Par une nuit de clair de lune de Lina Wertmüller ou Le Soleil même la nuit des frères Taviani dans lequel elle côtoie Charlotte Gainsbourg. Elle renoue également avec Wim Wenders alors qu'elle tient en 1993 un rôle secondaire dans Si loin, si proche !, la suite de son film Les Ailes du désir.
Le reste de sa carrière se concentre essentiellement aux États-Unis. Entre autres, elle tient un rôle important dans le drame psychologique Pour une nuit (1997) de Mike Figgis et apparaît avec Warren Beatty, Diane Keaton et Goldie Hawn dans la comédie sentimentale Potins mondains et Amnésies partielles de Peter Chelsom en 2001.

#### Festivals
Nastassja Kinski est membre du jury du Festival de Cannes 1988, du Festival international du film de Saint-Sébastien en 2014 et du Festival international du film de Busan en 2015.
En 2018, elle est membre du jury du 40e Festival international du film de Moscou. Elle y reçoit également le prix Stanislavski.
En 2020, elle est membre du jury du 10e Festival 2 Valenciennes. Après avoir débuté normalement, il est annulé en cours du fait de la Pandémie de Covid-19 en France. 

#### Télévision
En 2016, Nastassja Kinski participe à la 9e saison de la version allemande de Danse avec les stars, Let's Dance, avec comme partenaire Christian Polanc. D'autres personnalités comme Thomas Häßler ou encore Julius Brink sont également en compétition. Au bout de sept semaines de compétition, elle est éliminée le 29 avril 2016.
En 2017, elle doit participer à la version allemande de Je suis une célébrité, sortez-moi de là !, mais abandonne avant le lancement de l'émission. La même année, elle est invitée sur la version italienne de Danse avec les stars, Ballando con le stelle, comme Vanessa Redgrave ou bien Gérard Depardieu.

### Vie privée
Nastassja Kinski a trois enfants. Aljosha, né le 16 juillet 1984, son fils né de sa relation avec l'acteur américain Vincent Spano, est adopté par le producteur Ibrahim Moussa qu'elle épouse le 10 septembre 1984. Ils ont une fille, Sonja, née le 2 mars 1986. Ils divorcent en 1992. Nastassja vit alors une relation avec le musicien et producteur Quincy Jones, avec qui elle a une autre fille, Kenya, née le 9 février 1993.
Elle parle couramment allemand, anglais, français, italien et russe.
Elle est très engagée aux côtés de la Croix-Rouge internationale,,.
Elle vit actuellement à Los Angeles en Californie.

## Filmographie

### Cinéma
- 1975 : Faux Mouvement (Falsche Bewegung), de Wim Wenders : Mignon
- 1976 : Une fille pour le diable (To the Devil a Daughter) de Peter Sykes : Catherine Beddows
- 1978 : Deux Heures de colle pour un baiser (Leidenschaftliche Blümchen) d'André Farwagi : Deborah Collins
- 1978 : La Fille (Così come sei) d'Alberto Lattuada : Francesca
- 1979 : Tess de Roman Polanski : Tess D'Urberville
- 1982 : Coup de cœur (One from the Heart) de Francis Ford Coppola : Leila
- 1982 : La Féline (Cat People) de Paul Schrader : Irena Gallier
- 1983 : La Symphonie du printemps (Frühlingssinfonie) de Peter Schamoni : Clara Wieck
- 1983 : Surexposé (Exposed) de James Toback : Elizabeth Carlson
- 1983 : La Lune dans le caniveau de Jean-Jacques Beineix : Loretta
- 1984 : Faut pas en faire un drame (Unfaithfully Yours) de Howard Zieff : Daniella Eastman
- 1984 : L'Hôtel New Hampshire (The Hotel New Hampshire) de Tony Richardson : l'ours Susie
- 1984 : Paris, Texas de Wim Wenders : Jane
- 1984 : Maria's Lovers d'Andreï Kontchalovski : Maria Bosic
- 1985 : Revolution de Hugh Hudson : Daisy McConnahay
- 1985 : Harem d'Arthur Joffé : Diane
- 1987 : Maladie d'amour de Jacques Deray : Juliette
- 1989 : Magdalene de Monica Teuber : Magdalene
- 1989 : Les Eaux printanières (Torrents of Spring) de Jerzy Skolimowski : Mari
- 1989 : Par une nuit de clair de lune (In una notte di chiaro di luna) de Lina Wertmüller : Joëlle
- 1990 : L'alba de Francesco Maselli : Karin
- 1990 : Il segreto de Francesco Maselli : Lucia
- 1990 : Le Soleil même la nuit (Il sole anche di notte) de Paolo et Vittorio Taviani : Cristina
- 1991 : Humiliés et Offensés (Униженные и оскорбленные) d'Andreï Andreïevitch Echpaï : Natacha
- 1992 : In camera mia de Luciano Martino : Nastienka
- 1992 : La bionda de Sergio Rubini : Christine
- 1993 : Si loin, si proche ! (In weiter Ferne, so nah!) de Wim Wenders : Raphaela
- 1994 : Crackerjack de Michael Mazo : Katia 'K.C.' Koslovska
- 1994 : Terminal Velocity de Deran Sarafian : Chris Morrow
- 1996 : Somebody Is Waiting de Martin Donovan : Charlotte Ellis
- 1997 : Drôles de pères (Fathers' Day) d'Ivan Reitman : Collette Andrews
- 1997 : Little Boy Blue d'Antonio Tibaldi : Kate West
- 1997 : Pour une nuit (One Night Stand) de Mike Figgis : Karen
- 1998 : Ciro norte, court métrage d'Erich Breuer : Venus
- 1998 : Savior de Predrag Antonijević : Maria Rose
- 1998 : Entre amis et voisins (Your Friends & Neighbors) de Neil LaBute : Cheri
- 1998 : Susan a un plan (Susan's Plan) de John Landis : Susan Holland
- 1999 : La Carte du cœur (Playing by Heart) de Willard Carroll : l'avocate
- 1999 : The Lost Son de Chris Menges : Deborah Spitz
- 1999 : Suspicion (The Intruder) de David Bailey : Badge Muller
- 2000 : The Magic of Marciano de Tony Barbieri : Katie
- 2000 : Red Letters de Bradley Battersby : Lydia Davis
- 2000 : Time Share (en) de Sharon von Wietersheim : Julia
- 2000 : Rédemption (The Claim) de Michael Winterbottom : Elena Burn / Elena Dillon
- 2001 : Une si douce victime (Cold Heart) de Dennis Dimster : Linda
- 2001 : Potins mondains et Amnésies partielles (Town & Country) de Peter Chelsom : Alex
- 2001 : American Rhapsody (An American Rhapsody) d'Éva Gárdos : Margit Sandor
- 2001 : Le Piège d'une liaison (en) (Say Nothing) d'Allan Moyle : Grace Needham
- 2001 : Le journal d'un obsédé sexuel (en) (Diary of a Sex Addict) de Joseph Brutsman (it) : Jane Bordeaux
- 2001 : Braquage au féminin (Beyonds the City Limits) de Gigi Gaston : Misha
- 2002 : .com for Murder (en) de Nico Mastorakis : Sondra Brummel
- 2003 : Gauguin (Paradise Found) de Mario Andreacchio : Mette Gauguin
- 2004 : À ton image d'Aruna Villiers : Mathilde
- 2006 : Inland Empire de David Lynch : la dame
- 2012 : Il turno di notte lo fanno le stelle (it), court métrage d'Edoardo Ponti : Sonia
- 2013 : Sugar (en) de Rotimi Rainwater : Sœur Nadia

### Télévision
- 1977 : Tatort (série télévisée), saison 8 - épisode 4, L'Amour fou de Wolfgang Petersen : Sina Wolf
- 1996 : L'Anneau de Cassandra (The Ring) d'Armand Mastroianni (téléfilm) : Ariana von Gotthard
- 1997 : Les Charmes de la vengeance (en) (Bella Mafia) (téléfilm) : Sophia Luciano
- 2000 : Alerte imminente (de) (Quarantine) (téléfilm) : Dr Galen Bronty
- 2000 : Une rencontre pour la vie (A Storm in Summer) de Robert Wise (téléfilm) : Gloria Ross
- 2001 : Washington Police (série télévisée), saison 2 - épisode 8, Discordes (Tug of War) : Trish
- 2001 : L'Enfant qui venait d'ailleurs (en) (The Day the World Ended) de Terence Gross (téléfilm) : Dr Jennifer Stillman
- 2001 : Confiance aveugle (en) (Blind Terror) de Giles Walker (téléfilm) : Susan
- 2002 : Nous n'irons plus au bois (All Around the Town) de Paolo Barzman (téléfilm) : Karen Grant
- 2003 : Les Liaisons dangereuses de Josée Dayan (feuilleton TV) : madame Maria de Tourvel
- 2004 : La Femme mousquetaire (La Femme Musketeer) (feuilleton TV) de Steve Boyum : Lady Bolton
- 2016 : Let's Dance (saison 9) (de) (émission de divertissement) : elle-même
- 2021 :  Police de caractères (série) (épisode 3) : Romy Giard
- depuis 2023 : Castlevania : Nocturne : Tera Renard (voix)

### Clip
- 1993 : Stay (Faraway, So Close!) de U2, réalisé par Wim Wenders

## Voix françaises
En France
| - Brigitte Berges dans : - Révolution - Si loin, si proche ! - Les Charmes de la vengeance (en) (téléfilm) - Drôles de pères - Pour une nuit - Susan a un plan - Suspicion - Alerte imminente (de) (téléfilm) - Potins mondains et Amnésies partielles - American Rhapsody - Braquage au féminin - Le Piège d'une liaison (en) (téléfilm) - Nous n'irons plus au bois (téléfilm) - La Femme mousquetaire (téléfilm) | - Martine Irzenski dans : - Gauguin - Tatort (série télévisée) - Washington Police (série télévisée) - Le Journal d'un obsédé sexuel (en) - L'Enfant qui venait d'ailleurs (en) (téléfilm) - Maïk Darah dans : - L'Hôtel New Hampshire - Maria's Lovers - Time Share (en) (téléfilm) - Évelyn Séléna dans : - Coup de cœur - La Féline - Surexposé - Pascale Rocard dans : - Tess - Paris, Texas |

Et aussi
- Odile Cohen dans Terminal Velocity
- Micky Sébastian dans L'Anneau de Cassandra (téléfilm)
- Rafaèle Moutier dans Savior[12]
- Virginie Méry dans Entre amis et voisins
- Micheline Tziamalis dans Castlevania: Nocturne (voix)

## Distinctions
- Bambi Awards :
  - 1978 : prix de la performance d'actrice (Schauspielerische Leistungen) pour Tatort[13]
- Césars :
  - 1980 : nomination pour le César de la meilleure actrice pour Tess ;
  - 1988 : nomination pour le César de la meilleure actrice pour Maladie d'amour.
- Deutscher Filmpreis Awards :
  - 1984 : prix de la meilleure actrice pour Frühlingssinfonie ;
  - 1985 : nomination pour le prix de la meilleure actrice pour Paris, Texas.
- Golden Globes :
  - 1981 : Golden Globe de la révélation féminine de l'année pour Tess ;
  - 1981 : nomination pour le Golden Globe de la meilleure actrice dans un film dramatique pour Tess.
- Ruban d'argent (Nastro d'Argento Awards) :
  - 1985 : prix Meilleure actrice principale pour Maria's Lovers.
- Saturn Awards :
  - 1983 : nomination pour le Saturn Award de la meilleure actrice pour La Féline.